# Agallia consobrina
Agallia consobrina is een dwergcicade die voorkomt op min of meer vochtige tot halfdroge weilanden, bermen en grasland. Het voedt zich met verschillende grassen. De imagines vliegen van februari tot november.

## Kenmerken
Volwassen mannetjes hebben een lengte tussen 3,4 tot 3,7 mm en vrouwtjes tussen 3,4 tot 4,0 mm. De kop, het halsschild en het schildje hebben een kenmerkend donkerbruin gevlekt patroon. De vleugeladers in het basale gebied van de voorvleugels zijn licht, in het buitenste gebied donker. Op de vertex heeft het twee duidelijke ronde vlekken. De zwarte driehoeken op het scutellum liggen vrij van de rand van het scutellum

## Voorkomen
De soort is wijdverbreid in Europa. De soort is aanwezig in de Britse eilanden, terwijl afwezig in Finland en Noorwegen.